# Bang-Bang Club
Bang-Bang Club представлял собой группу из четырёх фотографов, снимавших конфликты в Южной Африке периода перехода от системы апартеида к демократии: Кевина Картера, Грега Мариновича, Кена Остербрука и Жуана Сильву. Они работали там в период с 1990 по 1994 год. В этот период происходило большое количество групповых столкновений и особенно боевых действий между сторонниками АНК и Партией свободы Инката.
Так же о группе снят фильм под названием «The Bang-Bang Club» (режиссёр Стивен Силвер), премьера которого состоялась на международном кинофестивале в Торонто в 2010 году.

## История
Название «Клуб безбашенных» (в оригинале «Bang Bang Club») возникло из статьи, опубликованной в южноафриканском журнале «Living». Изначально группу назвали «The Bang Bang Paparazzi», однако позже название изменилось на «Клуб», так как участники чувствовали, что слово папарацци искажает смысл их работы. Жители городка, в котором находились фотографы, постоянно говорили с ними о «взрыве» (англ. «Bang-Bang») в связи с насилием, которое творилось в обществе. Но более буквально «взрыв» относится к звуку стрельбы и являлось своеобразным коллоквиализмом среди фотографов конфликта.
18 апреля 1994 года, во время перестрелки между национальными силами по поддержанию мира и сторонниками АНК (Африканского национального конгресса) в посёлке Токоза в результате «дружественного огня» был убит Кен Остербрук и серьёзно ранен Грег Маринович. Расследование смерти Остербрука началось в 1995 году. Решением суда было установлено, что ни одна из сторон не должна нести ответственность и быть обвинена в смерти фотографа. Позже, в 1999 году миротворец Брайан Мизе говорил Сильве и Мариновичу, что, по его мнению, пуля, убившая Остербрука была выпущена Национальными миротворческими силами.
В июле 1994 года Кевин Картер покончил жизнь самоубийством. Он отравился угарным газом в своей машине в возрасте 33 лет через месяц после получения Пулитцеровской премии.
23 октября 2010 года Жуан Сильва наступил на мину во время патрулирования с солдатами США в Кандагаре, Афганистан, из-за чего потерял обе ноги ниже колена.

## Книга
В 2000 году Грег Маринович и Жуан Сильва опубликовали книгу «The Bang-Bang Club: Snapshots from a Hidden War», в которой задокументировали свой опыт. Маринович говорил, что группа не видела себя клубом в том смысле, в каком их рассматривали окружающие. Он написал в предисловии, что название даёт представление о группе трудолюбивых мужчин:
«The name gives a mental image of a group of hard-living men who worked, played and hung out together pretty much all of the time. Let us set the record straight: there never was such a creature, there never was a club, and there never were just the four of us in some kind of silver halide cult — dozens of journalists covered the violence during the period from Nelson Mandela’s release from jail to the first fully democratic election». 
Маринович говорил о членах «Клуба безбашенных»: «We discovered that one of the strongest links among us was questions about the morality of what we do: when do you press the shutter release and when do you cease being a photographer?»

## Фильмы
Фильм-экранизация книги двух участников клуба Грега Мариновича и Жуана Сильвы вышел в 2010 году под названием «The Bang Bang Club». Он был снят в городе Токоза южноафриканским режиссёром-документалистом Стивеном Сильвером. Маринович выступил как консультант в этой экранизации. В главных ролях снимались:
- Тейлор Китч — Кевин Картер
- Райан Филипп — Грег Маринович
- Нилс Ван Ярсвельд — Жуан Силва
- Фрэнк Ротенбаш — Кен Остербрук[6]

Документальный фильм «Жизнь Кевина Картера» снят в 2004 году. Номинировался на Оскар как лучший короткометражный документальный фильм в 2006 году.
А также ещё один документальный фильм «When Under Fire: Shoot Back!», снятый в 2014 году Марком Висе.

## В поп-культуре
Manic Street Preachers выпустили песню под названием «Kevin Carter» в 1996 году.
Альбом Savatage «Poets and Madmen» так же вдохновлён жизнью Кевина Картера.

## Восприятие
Работа членов Клуба безбашенных в период с 1990 по 1994 год была хорошо известна в Южной Африке. В это время борьба с апартеидом на пути к демократии превращалась в настоящее кровопролитие. И Десмонд Туту, почётный архиепископ Кейптауна, написал в предисловии к книге Мариновича и Сильвы, что историю этой битвы нужно рассказать миру. 
"We were greatly blessed to have some of the most gifted journalists and brilliant photographers. They helped to tell the story. They captured some riveting moments on film, such as a gruesome necklacing (Kevin Carter), and the barbaric turning on a helpless victim by a baying crowd from one or other side of the conflict (Greg Marinovich). 
Туту отметил, что работа Клуба безбашенных также повлияла на жизнь фотографов: «And we know a little about the cost of being traumatized that drove some to suicide, that, yes, these people were human beings operating under the most demanding of conditions».

## Награды
Два участника Клуба безбашенных получили Пулитцеровскую премию за фотографии. Грег Маринович удостоился награды в 1991 году в категории «новостная фотография» За освещение убийства Линдсе Чабалала в 1990 году.
Кевин Картер также получил Пулитцеровскую премию за «художественную фотографию» в 1994 году за снимок голодающего ребёнка в южном Судане, которого преследовал гриф.
Кен Остербрук занял 2-е место в конкурсе фоторепортажей World Press Photo 1993 года в категории «Новости».Остербрука номинировали на «Ilford Press Photographer of the Year» в 1989 году, а также трижды номинирован на «South African Press Photographer of The Year».
Жуан Сильва выиграл премию «the South African Press Photographer of the Year Award» в 1992 году и получил почётное упоминание в 2007 году на «World Press Photo Contest» в категории «новости».